# Hailey McCann
Hailey McCann (* 3. Oktober 1995 in Riverside, Kalifornien) ist eine US-amerikanische Filmschauspielerin und Kinderdarstellerin.

## Leben
Hailey wurde in Riverside, Kalifornien geboren. Sie ist eines von vier Kindern und hat zwei Schwestern und einen Bruder. Ihre erste Rolle spielte sie 2003 in dem Kurzfilm Give or Take an Inch. In dem Film Die Frau des Zeitreisenden stand sie gemeinsam mit ihrer jüngeren Schwester, Tatum McCann, Eric Bana und Rachel McAdams vor der Kamera. Die Schwestern spielten beide die Figur der Filmtochter Alba DeTamble in unterschiedlichen Zeitabschnitten. Ab 2008 besuchte sie die Poly High School in Long Beach.

## Filmografie
- 2003: Give or Take an Inch (Kurzfilm)
- 2006: Jericho – Der Anschlag (Jericho) (Fernsehserie, Folge Federal Response)
- 2006: Jimmy Kimmel Live! (Fernsehserie, Folge Jimmy and Sal Celebrate Cousins’ Day)
- 2007: Loooser – How to win and lose a Casino (The Grand)
- 2007: Punk’d (Fernsehserie, 2 Folgen)
- 2009: The Cleaner (Fernsehserie, Folge An Ordinary Man und Kurzfilm)
- 2009: Die Frau des Zeitreisenden (The Time Traveler’s Wife)